# مورچه‌گیرک سرا
مورچه‌گیرک سرا (نام علمی: Formicivora serrana) نام یک گونه از سرده مورچه‌اوبارها است.